# Sporting Club fivois
Vous lisez un « article de qualité » labellisé en 2012.
Maillots
Le Sporting Club fivois, parfois appelé SC Fives ou SCF, est un ancien club de football français fondé en 1901 à Fives, quartier de la ville de Lille. Le SC Fives disparaît en 1944 en fusionnant avec la section football de Olympique lillois (OL) pour donner naissance au Stade lillois, futur Lille Olympique Sporting Club. Le siège social du club est situé à Lille et le SCF joue ses rencontres à domicile au stade Félix-Virnot, renommé en 1937 stade Jules-Lemaire.
Club anonyme dans les années 1910, le club remporte quatre titres de Promotion d'Honneur du Nord après-guerre mais n'arrive pas à se stabiliser en Division d'Honneur, plus haut niveau régional. Le club se fait cependant remarquer sur la scène nationale aux débuts du football professionnel français. Sa décision d'adopter le statut professionnel en juillet 1932 amène le grand rival qu'est l'OL à se professionnaliser à contrecœur. Ensuite, le club fivois termine vice-champion de France en 1934 et se distingue en Coupe de France en atteignant la finale de la Coupe de France 1941 et trois autres demi-finales (1935, 1938 et 1939).

## Repères historiques

### Période amateur (1901-1932)

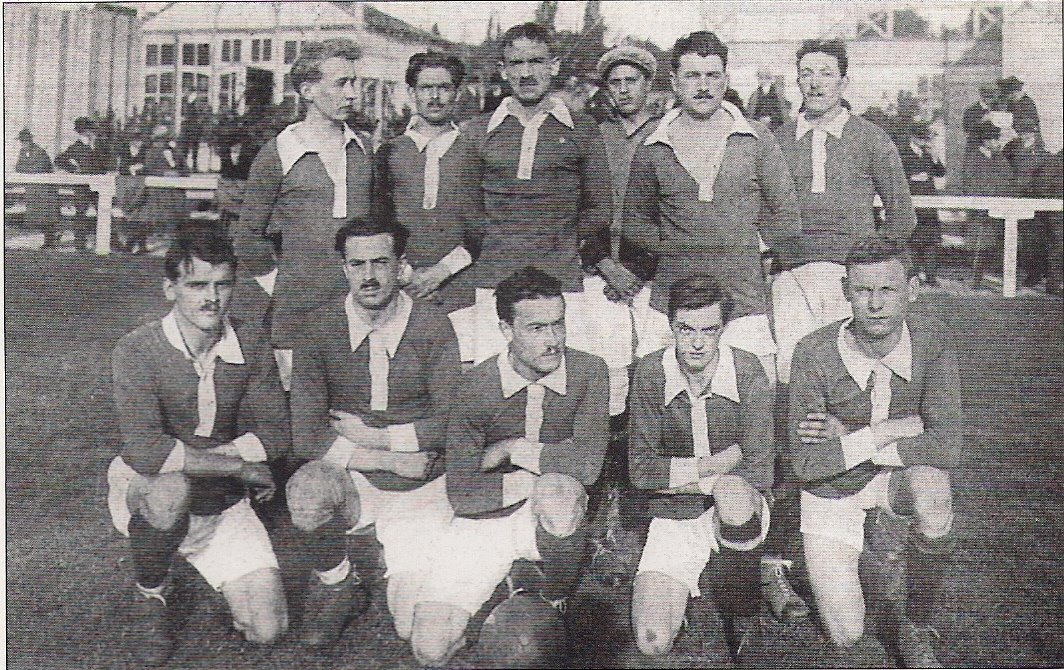
L'équipe du SC fivois lors de la saison 1921-1922, jouée en Division d'Honneur.

Le club voit le jour dans le quartier de Fives en 1901, avec l'aide de filateurs fivois et de la Compagnie Lilloise des Moteurs, usine filiale de Peugeot. Connu d'abord comme l'Éclair fivois, le club devient le Sporting Club fivois (SCF) en 1910. Les Fivois rejoignent l'USSF et participent aux championnats du Nord USSF,, appelés parfois championnat des « Indépendants ». Isolée, l'USSF rejoint en janvier 1914 la Fédération cycliste et athlétique de France (FCAF). Ainsi, le SC Fives participe au championnat du Nord FCAF en 1914.
Après la guerre, le football français connaît de grands bouleversements. Les différentes fédérations (la FCAF mais aussi l'USFSA ou la FGSPF) ainsi que le Comité français interfédéral qui était le représentant de la France auprès de la FIFA disparaissent pour former la Fédération française de football association (FFFA). La FFFA crée les ligues régionales et chacune d'entre elles organisent les compétitions dans leur région. Présidée par Henri Jooris, la Ligue du Nord crée notamment la Division d'Honneur, plus haut niveau régional, et la Promotion d'Honneur, deuxième division de la Ligue. En même temps que la Ligue du Nord devient une des fédérations les plus importantes, la renommée de la DH Nord dépasse le cadre régional et devient connue pour être un championnat difficile,.
Pour sa première saison après-guerre, le SC fivois rejoint la poule B de la Promotion d'Honneur dans laquelle il n'obtient que trois victoires (dont une par forfait). Le SCF fait sa première apparition en Division d'Honneur en 1921 mais le club termine dernier de son groupe et retourne en PH. Après cette relégation, les Fivois entament trois fois le même cycle sportif : champion de Promotion (1924, 1927, 1929) et donc promu en Division d'Honneur mais incapable de se maintenir et relégué en fin de saison (1925, 1928, 1930, dernier du championnat à chaque reprise). En 1932, le SC Fives décroche un quatrième titre de champion de PH Nord.

### Le SCF en première division (1932-1939)
Malgré ces résultats très poussifs, le président du SC fivois Louis Henno décide d'adhérer au professionnalisme. Henno prend cette décision à la suite du refus du grand rival l'Olympique lillois (OL) et de son président Henri Jooris d'adopter le statut professionnel. Le SCF est officiellement admis par la FFFA le 22 juillet 1932. Le statut professionnel permet au SC Fives d'attirer certains joueurs de l'OL comme George Berry, André Cheuva ou Louis Vandeputte.
Ces transferts, ainsi que la crainte de voir son public partir au profit du SCF,, motivent l'OL à revenir sur sa décision de refuser le professionnalisme. Bien que sa demande d'adhésion soit hors délai, la FFFA l'accepte. La ville de Lille voit donc deux de ses clubs participer à la première édition du championnat de France professionnel. Le SC Fives et l'Olympique lillois se côtoient ainsi parmi l'élite professionnelle jusqu'à la Seconde Guerre mondiale.

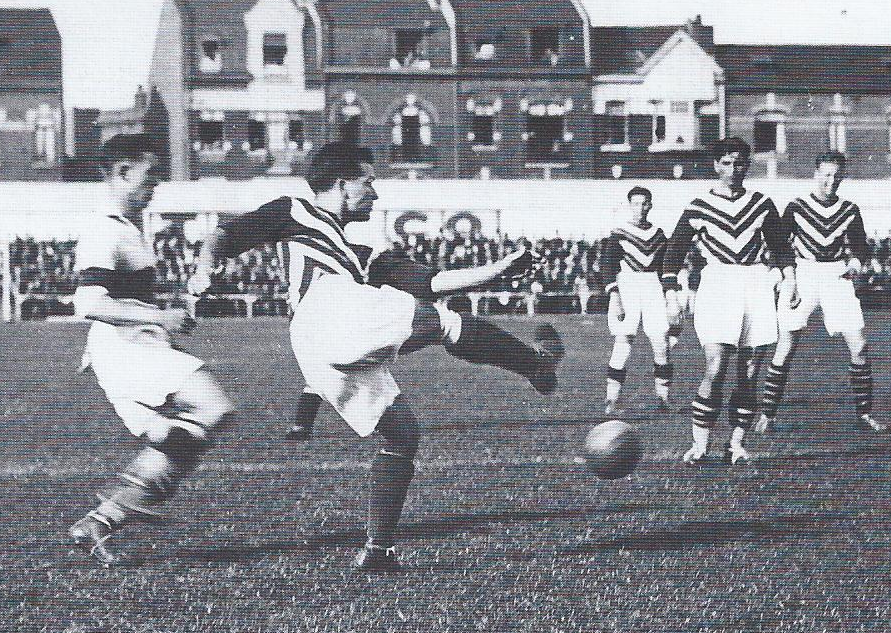
SC fivois – Olympique lillois en septembre 1934.

Placés respectivement dans le groupe B et le groupe A de la Division Nationale 1932-1933, les Fivois et les Olympiens ont la possibilité de s'affronter en finale du championnat si les deux clubs terminent premiers de leur groupe. Si l'Olympique lillois termine premier de son groupe cinq points devant l'Olympique de Marseille, le SCF termine lui premier non relégable, avec trois points d'avance sur le Red Star Olympique. La fin de la saison fivoise est marquée par un évènement extra-sportif. Le 8 mai 1933, le bureau fédéral de la FFFA décide de déclasser le FC Antibes, ce qui permet à l'AS Cannes de se qualifier pour la finale du championnat contre l'OL. Ce déclassement fait suite à une plainte des Fivois concernant le match les opposant à Antibes, décisif pour la première place du groupe. Le club affirme que Valère, l'entraîneur antibois, s'est rendu à Fives et a proposé à Louis Henno de laisser filer la rencontre. Convoqué par la fédération, Valère avoue la tentative de corruption et est radié à vie.
La saison 1933-1934 est la meilleure saison du club fivois en championnat de France. Grâce à sa défense (la meilleure cette saison-là avec 31 buts encaissés seulement), les Fivois terminent vice-champions, un point derrière le FC Sète emmené par le prolifique buteur hongrois Istvan Lukacs. La saison du SC Fives est également ponctuée par les résultats positifs (une victoire à domicile, un match nul au stade Victor-Boucquey) obtenus contre l'OL, alors champion de France en titre. Ces deux matchs sont soulignés par le rival lillois pour justifier la perte du titre de champion de France.
Les saisons suivantes en première division sont décevantes, le SC fivois n'arrivant pas à se mêler dans la course au titre à cause de résultats irréguliers. Entre 1935 et 1939, le SC Fives oscille entre la neuvième et la douzième place du championnat. Le club réalise cependant des bons parcours en Coupe de France, atteignant trois fois les demi-finales et une fois les quarts de finale en cinq ans. Battus en 1935 par le Stade rennais en demi-finale, les Fivois accrochent en quarts de finale de l'édition 1935-1936 le FC Sochaux, champion de France en titre. Après deux matchs nuls (0-0, 2-2), le SC Fives perd finalement le deuxième match d'appui 1-0.
En 1938, le SC Fives élimine en quart de finale le rival qu'est l'Olympique lillois au bout de trois rencontres (2-2 puis 0-0 et enfin 2-0) avant de s'incliner une nouvelle fois en demi-finale contre le FC Metz après prolongations. L'année suivante, les Fivois tombent une nouvelle fois en demi-finale, cette fois contre le Racing Club de Paris sur le score d'un but à zéro.

### Saisons de guerre et fusion avec l'OL (1939-1944)
Lors de la saison 1939-1940, les activités du club sont stoppées par la Seconde Guerre mondiale. Voyant son effectif mobilisé par l'armée française ainsi que le retour des joueurs étrangers dans leur pays, le club ne dispute pas le championnat 1939-1940. Il est cependant sélectionné par la FFFA pour participer à la Coupe de France 1940, dans laquelle les Fivois sont battus en quart de finale par le FC Rouen.

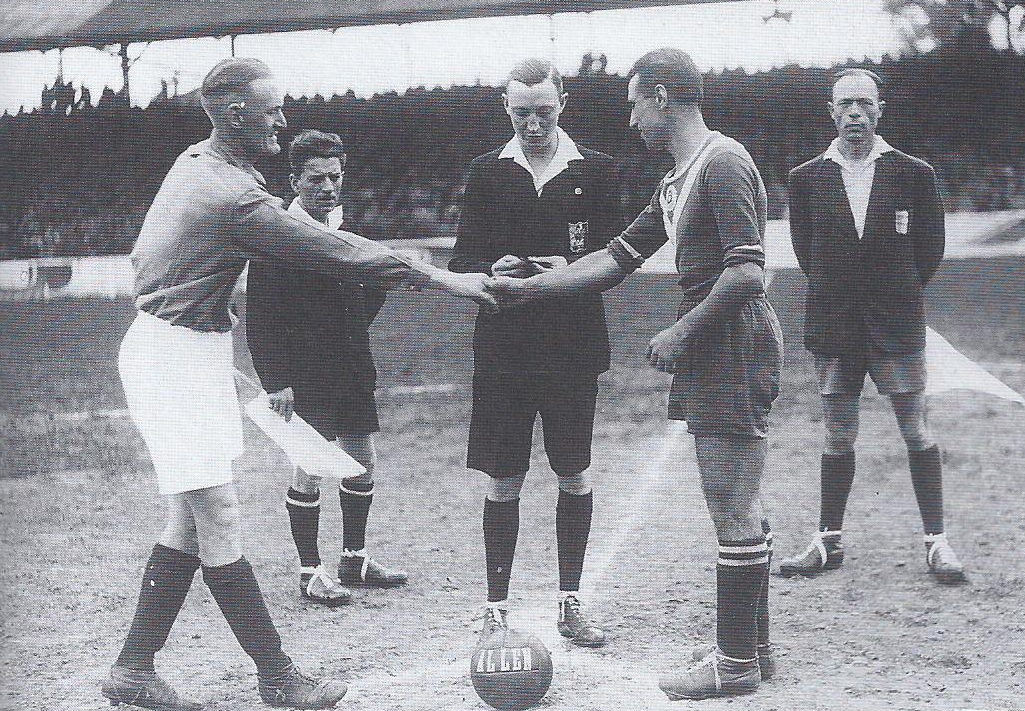
Les Fivois emmenés par François Bourbotte (à gauche) sont battus en finale de la Coupe de France 1941 par Bordeaux (0-2).

Après plusieurs échecs en demi-finales, le SCF atteint la finale de la Coupe de France 1941 tout comme les Girondins ASP de Bordeaux. Si les Girondins ont atteint cette finale après une série de six matchs dans la Zone occupée, les Fivois n'ont atteint cette finale qu'au bout de deux matchs (élimination du RC Lens puis de l'Excelsior de Roubaix). Pour autant, ce match est considéré bel et bien comme la finale de la compétition par la Fédération française de football en soulignant la différence de parcours entre les deux clubs. Sur le terrain, les Fivois résistent mais sont finalement battus deux buts à zéro par des Bordelais plus expérimentés. L'Espagnol Santiago Urtizberea inscrit les deux buts de la rencontre dans la dernière demi-heure.
Les deux saisons suivantes sont décevantes en coupe, le club étant éliminé dès les huitièmes de finale en 1942 et en quarts de finale en 1943,. Mais les Fivois se rattrapent en championnat en terminant deuxième du championnat de Zone interdite en 1941 et 1942 (à chaque fois derrière le RC Lens) puis en finissant troisième du championnat du Nord de la France en 1943.
Au printemps 1943, l'idée d'une fusion entre le SC Fives et l'OIC Lille (fusion de l'Olympique lillois et de l'Iris Club lillois) est lancée par le président de l'OICL Henri Kretzschmar,, mais elle est rejetée par les dirigeants fivois. Ce projet est stoppé par la mise en place du championnat fédéral 1943-1944 par Joseph Pascot. Les joueurs professionnels de Fives et Lille sont désormais affectés à l'équipe fédérale Lille-Flandres. Le SC fivois ainsi que l'OICL perdent leur statut professionnel mais sont tout de même autorisés à jouer la Coupe de France 1943-1944. Le SCF est éliminé dès les trente-deuxièmes de finales, battu quatre buts à trois par le Stade français-CAP.
À la fin de la saison, les partisans d'une fusion refont surface. Dans le même temps, l'Iris Club reprend son indépendance ; l'OICL redevient donc l'OL pendant l'été 1944. Dans un premier temps opposés à cette fusion, Louis Henno et le SC Fives l'acceptent finalement après de nombreuses négociations pour pouvoir concentrer les moyens et éviter la disparition du club. Les Fivois obtiennent notamment l'alternance des matches à domicile du futur club au stade Jules-Lemaire (enceinte du SCF) et au stade Henri-Jooris (terrain de jeu de l'OL).
Le Sporting Club fivois disparaît ainsi le 23 septembre 1944 à la suite de la fusion avec l'Olympique lillois. Le nouveau club est baptisé « Stade lillois ». Sous cette dénomination, le club participe à deux matchs amicaux et aux deux premières journées du championnat de guerre 1944-1945, et les remporte tous les quatre. Le 10 novembre 1944, le nom « Lille Olympique Sporting Club » (« Lille Olympique » en souvenir de l'Olympique lillois et « Sporting Club » en hommage au SC Fives) est adopté après assemblée générale. La fusion ainsi que le nouveau nom sont officiellement enregistrés le 25 novembre 1944.

## Palmarès et records

### Palmarès
Le palmarès fivois est vierge sur la scène nationale. La meilleure performance en championnat est la deuxième place lors de la Division 1 1933-1934, le club finissant à un point seulement du champion sètois. En Coupe de France, Fives n'atteint la finale qu'à une seule reprise. Le SCF échoue en finale interzones de l'édition 1940-1941 contre les Girondins ASP de Bordeaux.
Le club décroche cependant quatre titres de champion du Nord de Promotion d'Honneur, équivalent de la deuxième division de la Ligue du Nord, en huit ans.
| Compétitions nationales | Compétitions régionales                                                                   |
| --- | ----------------------------------------------------------------------------------------- |
| - Championnat de France (1) - Meilleure performance : vice-champion en 1934. - Coupe de France - Meilleure performance : finaliste en 1941. | - Championnat du Nord de Promotion d'Honneur (4) : - Champion : 1924, 1927, 1929 et 1932. |

### Bilan sportif et records
Le tableau ci-dessous présente le bilan du Sporting Club fivois dans les principales compétitions nationales (notamment la Coupe de France et la Division 1) et régionales (Division d'Honneur et Promotion d'Honneur du Nord).
Le SC Fives a joué sept saisons du championnat de France professionnel et 194 rencontres en tout. Ces statistiques font du club le 46e au classement général de la première division établi par la Ligue de football professionnel en 2012. Au sein de ce championnat national, les adversaires que les Fivois ont affronté le plus souvent sont le FC Antibes, l'AS Cannes et le FC Sochaux (quatorze rencontres chacun).
La plus large victoire des Fivois remonte au 26 décembre 1937. Le SCF réussit son entrée en lice dans la Coupe de France 1937-1938 en s'imposant 1-15 sur le terrain du Véloce Club Beauvaisien. Ce succès est également la rencontre du SC Fives la plus prolifique en buts. Si la plus lourde défaite en compétition nationale est un 7-0 infligé par le Racing Club de Paris, la presse locale relate en février 1920 une cinglante défaite 11-0 en Promotion d'Honneur. Les Fivois sont alors battus chez le Racing Club d'Arras mais ont donné « un bel exemple de courage et de ténacité ».

## Organisation

### Présidents
| Rang | Nom           | Période  |
| ---- | ------------- | -------- |
| 1    | Jules Jovenet | NC       |
| 2    | Louis Henno   | ? – 1944 |

Le premier président connu du SC Fives est Jules Jovenet. Sa présence à la tête du club est évoquée à plusieurs reprises dans les années 1910 et 1920. En 1913, La Vie Sportive du Nord et du Pas-de-Calais évoque le déplacement d'un club de Croix chez les « protégés de Jovenet ». La même expression est reprise par le journal en 1920 pour parler cette fois de la rencontre opposant les Fivois à l'Amical Club des Arts de Roubaix. Jovenet est également mentionné comme président fivois au début de l'année 1923 ainsi que lors de la saison 1923-1924.
Par ailleurs, en janvier 1914, Jovenet est présenté comme le président du Comité du Nord de la Fédération cycliste et athlétique de France. Il a établi notamment le calendrier du Championnat de France FCAF dans lequel le SC fivois est engagé.
Capitaine du SC Fives et vainqueur de la Promotion d'Honneur en 1929 en tant que joueur, Louis Henno succède à Jules Jovenet à la tête du club. Henno est reconnu pour avoir amené le club fivois dans le monde professionnel et lui avoir donné une notoriété nationale, grâce aux parcours notables en Coupe de France et la place de vice-champion en 1934. Il a également eu un rôle actif lors de la fusion avec l'Olympique lillois. D'abord contre cette fusion, Henno l'accepte finalement pour ne pas voir disparaître le club fivois et regrouper les moyens. Après de multiples négociations avec Henri Kretzschmar, Henno obtient plusieurs avantages dont surtout la présidence du futur club issu de la fusion mais aussi l'alternance des matches à domicile du futur club au stade Jules-Lemaire (enceinte du SCF) et au stade Henri-Jooris (terrain de jeu de l'OL).
Ce futur club est le Lille OSC, provisoirement connu sous le nom Stade lillois. Henno voit l'équipe lilloise enchaîner les succès (deux championnats de France et cinq Coupes de France durant son mandat). Connu pour être autoritaire et surnommé à ce titre Louis XIX,, il entre souvent en conflit avec les joueurs et les entraîneurs. Il démissionne en 1959 à la suite de la relégation du LOSC en deuxième division et reste président d'honneur du club jusqu'à son décès en 1966.

### Entraîneurs
Le seul entraîneur connu appointé au SC fivois est l'Anglais George Berry. Il commence sa carrière sur le territoire britannique dans des clubs tels Gillingham ou Crystal Palace. En tant que joueur, il rejoint l'Olympique lillois en 1926 au sein duquel il retrouve son compatriote Charles Griffiths. Intéressé par la professionnalisation du SC fivois, il rejoint Fives en 1932 avec d'autres Olympiens et en devient l’entraîneur à partir de 1936 à la suite de la proposition de Louis Henno. Lors de la fusion OL-SCF pour former le Lille OSC, ses compétences prouvées à Fives lui valent d'être choisi par Louis Henno pour être nommé entraîneur du LOSC. Avec ce dernier, il remporte un championnat de France (1946) et deux  Coupes de France (1945, 1946). C'est sur un énième conflit avec Henno que Berry quitte le LOSC et la région lilloise en 1946.

### Joueurs emblématiques
| Joueur             | Sélections | Période   | Sél. (total) |
| ------------------ | ---------- | --------- | ------------ |
| Ernest Libérati    | 3          | 1933-1934 | 19           |
| André Cheuva       | 3          | 1935-1936 | 7            |
| Joseph Gonzales    | 1          | 1936      | 1            |
| Émilien Méresse    | 1          | 1936      | 1            |
| François Bourbotte | 17         | 1937-1943 | 17           |
| Total              | 25         | 1933-1942 | 45           |

De par leurs performances, plusieurs grands joueurs formés par le club ou recrutés ont marqué l'histoire du SC fivois. Certains d'entre eux ont eu l'honneur d'être convoqué en équipe de France.
En tout, cinq Fivois ont cumulé vingt-cinq sélections avec les Bleus entre 1937 et 1943. Le premier fivois appelé en équipe de France est Ernest Libérati, qui a déjà connu la sélection nationale avec son ancien club, l'Amiens AC.
Le capitaine François Bourbotte est le recordman des sélections en Bleus sous un maillot fivois avec ses dix-sept rencontres avec la France. Bourbotte fait partie du groupe français lors de la Coupe du monde 1938. Bourbotte est également le joueur le plus capé du club avec 181 rencontres jouées, tandis que le meilleur buteur du SC Fives est Norbert Van Caeneghem avec ses 67 réalisations.
Également capitaine de l'équipe, Louis Henno a remporté la Promotion d'Honneur à la fin des années 1920 en tant que joueur. Mais c'est surtout en tant que président du SC fivois puis du LOSC que Henno se fait connaître dans le monde du football français.
Comme Henno et Bourbotte, d'autres joueurs qui ont participé aux succès du SC fivois vont connaître la période faste du Lille OSC d'après-guerre. André Cheuva, formé par Fives jusqu'en 1926 puis vice-champion avec le club en 1934 après un détour à l'Iris Club et à l'Olympique lillois, devient l'entraîneur du LOSC en 1946 puis remporte un championnat ainsi que quatre coupes. Quant à Marceau Somerlinck, finaliste de la Coupe de France 1941, il sera le premier quintuple vainqueur de cette compétition grâce aux victoires loscistes. Entraîneur et joueur, l'Anglais George Berry termine vice-champion avec Fives puis glane trois titres après la guerre en tant qu'entraîneur du LOSC.

### Infrastructures
| \| Stade Virnot \| Emplacement du stade Virnot à Mons-en-Barœul. |
| Stade Virnot                                                     |

Le club fivois a pour enceinte à domicile le stade Félix-Virnot, situé à Mons-en-Barœul. La construction du stade est financée par un prêt de 250 000 francs auprès des partenaires et des supporters fivois. D'abord constitué de deux tribunes populaires de chaque côté du terrain, l'enceinte subit d'importants travaux avec la professionnalisation du SC Fives en 1932. L'orientation du terrain est modifiée et une tribune officielle couverte est construite. Le stade atteint une capacité de 25 000 places, ce qui fait du Virnot la plus large enceinte de la région.
Après la fusion avec l'Olympique lillois pour donner naissance au Lille OSC, le stade Jules-Lemaire (nouveau nom du stade Virnot depuis 1937) est l'hôte des rencontres du nouveau club en alternance avec le stade Henri-Jooris. Mais peu à peu, le stade Jules-Lemaire devient le terrain d'entraînement du LOSC, avant d'être détruit en 1959.
Le premier siège social du SC fivois est L'Aubette, situé sur la rue Faidherbe de Lille. Un courrier datant de 1939 envoyé par Paul Krebs, alors joueur sous les couleurs fivoises, évoque ainsi cette adresse. Le deuxième siège social pour le club fivois est situé dans la rue de l'Amiral-Courbet, toujours à Lille. C'est à cet endroit que la fusion entre le SCF et l'OL est signée le 23 septembre 1944.

## Soutien et image

### Identité du club
Les couleurs utilisées par le SC fivois sont le bleu et le blanc. Le maillot reprend logiquement ces couleurs accompagnés d'un scapulaire, notamment dans les années 1930 quand le SC fivois jouait sous le statut professionnel. La couleur bleue donne aux joueurs fivois le surnom de Diables bleus,.
Par ailleurs, le SC Fives a utilisé différents blasons durant son existence mais les dates d'utilisation de ces derniers restent inconnues.

Dates inconnues
Dates inconnues

### Supporters
Le SC fivois, « le plus ouvrier des clubs nordistes », a pour principal public les ouvriers résidant à Fives, Hellemmes et Mons-en-Barœul. Il s'oppose ainsi à l'Olympique lillois, considéré comme un club « bourgeois ».
Deux sections de supporters se sont constitués pour apporter leur soutien au SCF, à l'instar des autres grands clubs de la région. Il s'agit d'Allez Fives et des Amis du Sporting. Leurs cotisations permettent au club de se développer ainsi que de présenter ses budgets à l'équilibre, condition nécessaire avec le statut professionnel.

### Rivalités

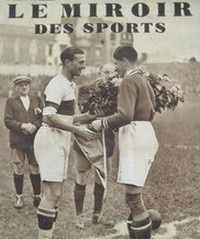
Une du Miroir des Sports montrant le derby lillois du 1933.

Le Sporting Club fivois nourrit une rivalité locale importante avec l'autre club de Lille, l'Olympique lillois. Les rencontres entre les Fivois et les Olympiens sont appelées par la presse de l'époque le derby lillois,,. Le SCF est vu comme le club de la classe ouvrière tandis que l'OL est celui des classes plus aisées voire bourgeoises de Lille intra-muros.
En championnat de France professionnel, le bilan final des confrontations est à l'avantage du club de Fives (six victoires contre quatre pour l'OL et deux matchs nuls,) même si l'OL possède un meilleur palmarès (trois titres nationaux pour les Dogues contre aucun pour les Fivois,). Les deux clubs se sont rencontrés une seule fois en Coupe de France ; lors de la saison 1937-1938, le SCF élimine l'OL après deux matchs nuls (2-2 puis 0-0) et une victoire en match d'appui (2-0).
En 1944, les deux clubs décident de mettre de côté leur rivalité pour fusionner et former le Lille OSC. Cette fusion s'avère bénéfique puisque les Lillois remportent deux championnats et cinq Coupes de France en dix ans.
Il existe également une rivalité opposant le SC fivois à l'Excelsior de Roubaix, la presse parlant ainsi de « derby nordiste » et d'une « âpre rivalité ».